# Самар (провінція)
Самар (вар.: Probinsya han Samar; себ.: Lalawigan sa Samar; філ.: Lalawigan ng Samar) — провінція Філіппін, розташована в регіоні Східні Вісаї. Адміністративний центр — місто Катбалоган.
Провінція займає західну частину острова Самар та декілька островів в морі Самар, розташованих на захід від острова Самар. Провінція межує: на півночі — з провінцією Північний Самар, на сході — з провінцією Східний Самар, на півдні — з островом Лейте, на заході — з морем Самар. Провінція з'єднана з островом Лейте мостом Сан-Хуаніко.
Основними видами економічної діяльності провінції є сільське господарство та рибальство.
Площа провінції становить 6 048 км2. Рельєф провінції горбистий в діапазоні від 200 до 800 метрів над рівнем моря і має вузькі смужки низовин, які, як правило, розташовані в прибережній зоні або в дельтах річок.